# Mørkerædsel
Mørkerædsel er en fobi, der indebærer en overdreven frygt for mørke. Som regel retter angsten sig ikke mod selve mørket, men mod mulige eller indbildte farer, der er forbundet med mørket. De mørkerædde undgår at gå ud om natten, undviger skumring og mørke rum, trækker gardinerne for for at undgå at kigge ud i mørket og forsøger altid at have lys til rådighed.
Frygt for mørke kaldes også nyktofobi (af oldgræsk: νύξ nýx, "nat"); skotofobi (af σκότος skótos, "mørke"); lygofobi (af λυγή lygē´, "tusmørke"); eller akhlyofobi (af ἀχλύς ákhlýs, "tåge" eller "skumring").